# Stenocrates carbo
Stenocrates carbo är en skalbaggsart som beskrevs av Heinrich Bernward Prell 1938. Stenocrates carbo ingår i släktet Stenocrates och familjen Dynastidae. Inga underarter finns listade i Catalogue of Life.